# Зеленушка Байлона
Зеленушка Байлона (лат. Symphodus bailloni) — вид рыб из семейства губановых (Labridae), распространённый в восточной Атлантике у берегов Мавритании, также в Средиземном море у берегов Испании и Балеарских островов. Рыба достигает максимальной длины 20 см. Морская субтропическая демерсальная рыба, живёт на глубинах 1—50 метров. Питается мшанками, многощетинковыми червями, иглокожими, ракообразными и моллюсками.